# NGC 6503
NGC 6503 هي مجرة تتبع كوكبة التنين. اكتشفها Arthur Auwers ‏ في 22 يوليو 1854.

## روابط خارجية
- NGC 6503 على موقع ويكي سكاي: DSS2, SDSS, GALEX, IRAS, Hydrogen α, X-Ray, Astrophoto, Sky Map, Articles and images